# الشيعة في طاجيكستان
يمارس الإسلام الشيعي نسبة صغيرة فقط من سكان طاجيكستان. ويقدر تقرير وزارة الخارجية الأمريكية لعام 2009 هذه النسبة بـ 3% من سكان البلاد، مقارنة بـ 95% للإسلام السني.